# Blerim Džemaili
Blerim Džemaili (Tetovo, Yugoslavia, 12 de abril de 1986) es un exfutbolista suizo que jugaba de centrocampista.

## Biografía
Blerim Džemaili creció en Zúrich y se desarrolló en su juventud en varios clubes de Zúrich: FC Oerlikon (ahora FC Oerlikon/Polizei), FC Unterstrass, SC Young Fellows Juventus y finalmente FC Zúrich. En el verano de 2003, a la edad de 17 años, dio el salto al primer equipo del FC Zúrich y, bajo la dirección del nuevo entrenador Lucien Favre, se convirtió en un jugador habitual desde el primer minuto. Dzemaili tuvo su primera competición el 16 de julio ante 30.500 espectadores en St. Jakob-Park con una derrota por 1:2 ante el FC Basilea como lateral derecho.
Dzemaili fue muy popular entre los aficionados del FC Zúrich desde el principio como talento de su propio equipo juvenil y se convirtió en un jugador de alto rendimiento cuando ganó el título de campeón suizo en 2006 por primera vez en 25 años, y en febrero de 2007 se supo que Dzemaili se uniría a los Bolton Wanderers en el verano de 2007. El 14 de abril de 2007 sufrió una rotura del ligamento cruzado en los entrenamientos del FC Zúrich y celebró su segundo título de campeón con la FCZ cojeando con muletas. Para la temporada 2008/09, Džemaili se transfirió al FC Turín en préstamo durante un año en la Serie A italiana, que retiró su opción de compra en 2009.
Džemaili jugó las temporadas 2009/10 y 2010/11 cedido por el FC Parma de la Serie A. En el verano de 2011 se trasladó a SSC Nápoles. A partir del verano de 2014 jugó para el Galatasaray de Estambul; con el equipo se convirtió en campeón turco, ganador de la Copa y ganador de la Supercopa en 2015. A finales de agosto de 2015, Blerim Džemaili fue cedido en préstamo a la Serie A, esta vez al CFC Génova. El 17 de agosto de 2016, el centrocampista se trasladó al FC Bolonia. En mayo de 2017, Džemaili se transfirió en préstamo a Montreal Impact. En enero de 2018 también regresó al FC Bolonia por motivos familiares.

## Selección nacional
Fue internacional con la selección de Suiza en 69 ocasiones, convirtiendo 11 goles.
El 13 de mayo de 2014 el entrenador de la selección de Suiza, Ottmar Hitzfeld, incluyó a Džemaili en la lista oficial de 23 jugadores convocados para afrontar la Copa Mundial de Fútbol de 2014, haciendo de este el segundo Mundial que disputaría.
El 4 de junio de 2018 el seleccionador Vladimir Petković lo incluyó en la lista de 23 para el Mundial. Fue titular en el torneo disputado en Rusia, jugando así su tercer Mundial. Suiza llegó hasta los octavos de final y marcó un gol en la primera fase.

### Participaciones en Copas del Mundo
| Mundial                        | Sede     | Resultado        |
| ------------------------------ | -------- | ---------------- |
| Copa Mundial de Fútbol de 2006 | Alemania | Octavos de final |
| Copa Mundial de Fútbol de 2014 | Brasil   | Octavos de final |
| Copa Mundial de Fútbol de 2018 | Rusia    | Octavos de final |

### Participaciones en Eurocopas
| Eurocopa      | Sede    | Resultado        |
| ------------- | ------- | ---------------- |
| Eurocopa 2016 | Francia | Octavos de final |

## Clubes
| Club                   | País       | Año       |
| ---------------------- | ---------- | --------- |
| F. C. Zürich           | Suiza      | 2003-2007 |
| Bolton Wanderers F. C. | Inglaterra | 2007-2008 |
| Torino F. C.           | Italia     | 2008-2009 |
| Parma F. C.            | Italia     | 2009-2011 |
| S. S. C. Napoli        | Italia     | 2011-2014 |
| Galatasaray S. K.      | Turquía    | 2014-2015 |
| Genoa C. F. C.         | Italia     | 2015-2016 |
| Bologna F. C.          | Italia     | 2016-2017 |
| Montreal Impact        | Canadá     | 2017      |
| Bologna F. C.          | Italia     | 2018-2020 |
| Shenzen F. C.          | China      | 2020      |
| F. C. Zürich           | Suiza      | 2020-2023 |

## Palmarés

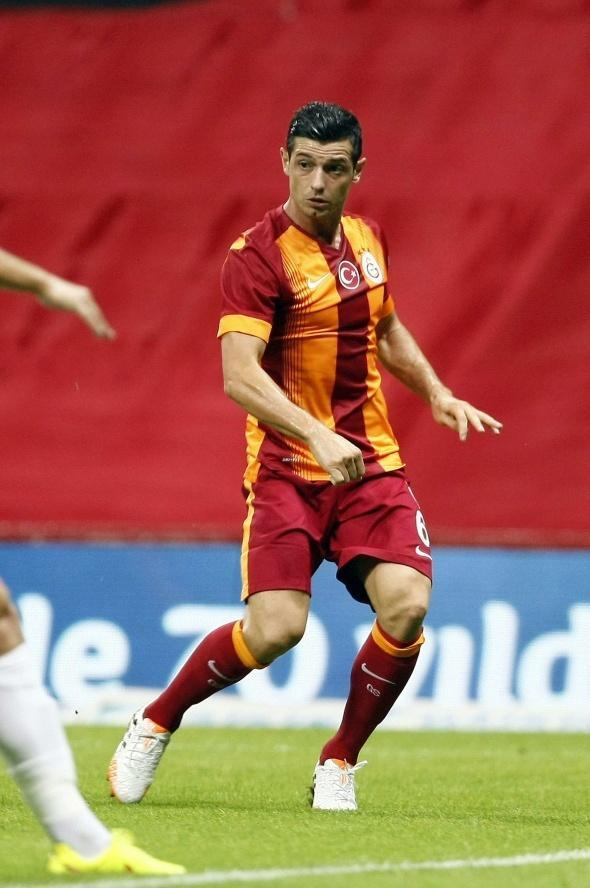
Džemaili en el Galatasaray, 2014.

### Campeonatos nacionales
| Título               | Club              | País    | Año  |
| -------------------- | ----------------- | ------- | ---- |
| Copa Suiza           | F. C. Zürich      | Suiza   | 2005 |
| Superliga de Suiza   | F. C. Zürich      | Suiza   | 2006 |
| Superliga de Suiza   | F. C. Zürich      | Suiza   | 2007 |
| Copa Italia          | S. S. C. Napoli   | Italia  | 2012 |
| Copa Italia          | S. S. C. Napoli   | Italia  | 2014 |
| Superliga de Turquía | Galatasaray S. K. | Turquía | 2015 |
| Copa de Turquía      | Galatasaray S. K. | Turquía | 2015 |
| Superliga de Suiza   | F. C. Zürich      | Suiza   | 2022 |

### Distinciones individuales
| Distinción                                          | Año  |
| --------------------------------------------------- | ---- |
| MVP contra Costa Rica en la Copa Mundial de Fútbol. | 2018 |